# Battaglia di Velletri (1849)
La battaglia di Velletri si tenne il 19 maggio del 1849 presso la città di Velletri tra le truppe della Repubblica Romana guidate da Giuseppe Garibaldi e quelle del Regno delle Due Sicilie di Ferdinando II.

## Verso la battaglia

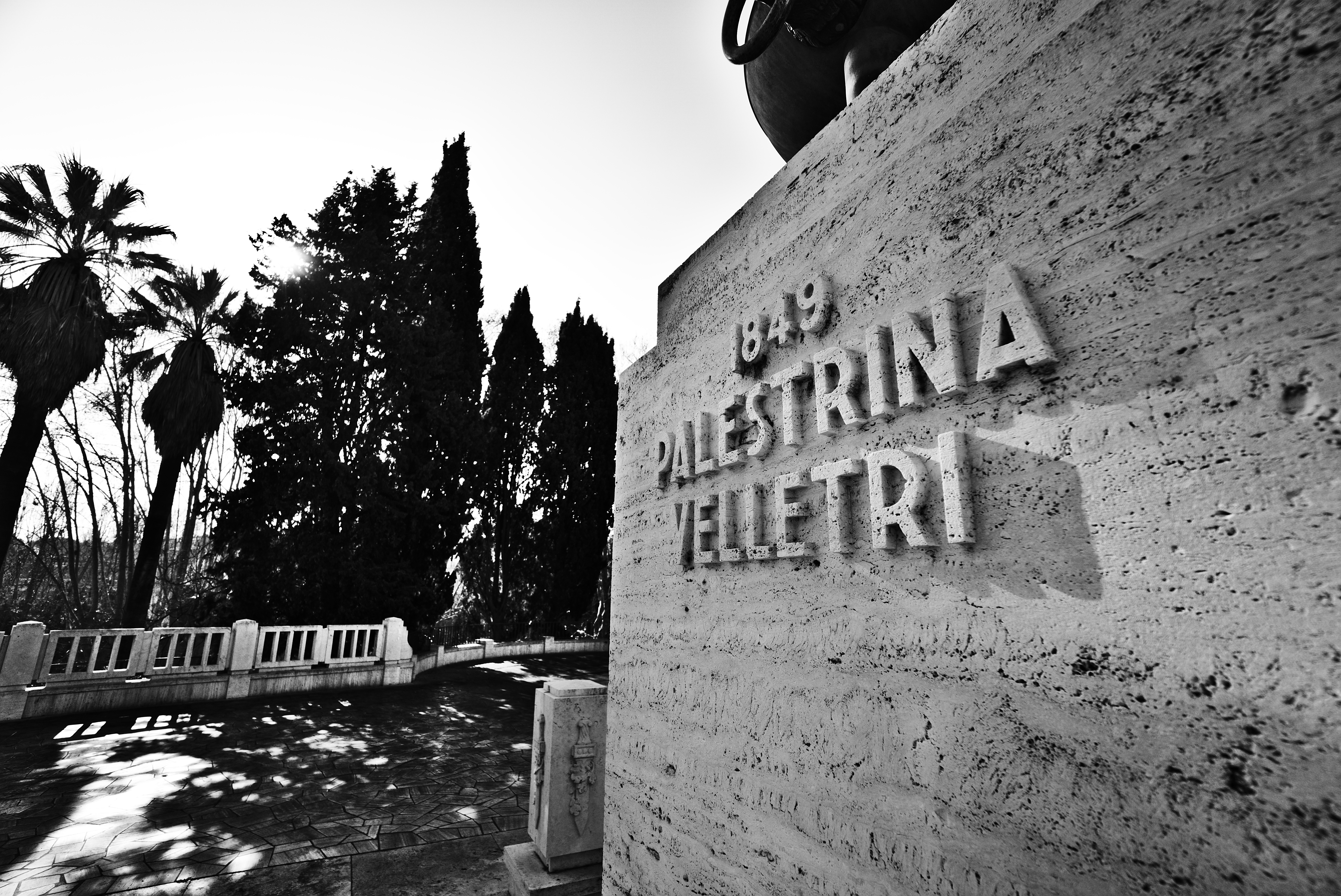
Epigrafe commemorativa sul Mausoleo Ossario Garibaldino

### I movimenti napoletani
Ferdinando II aveva mosso guerra alla Repubblica Romana invadendone i territori meridionali già da aprile. Un esercito di circa 20 000 uomini aveva varcato la frontiera sotto il comando diretto del re bomba, invadendo l’Agro Pontino e muovendo poi verso nord. La lentezza di questi movimenti rispecchiava la pesantezza della logistica, l’indecisione di Ferdinando II e la volontà del sovrano di limitarsi ad un’azione dimostrativa, agendo in concerto con le forze francesi sbarcate a fine aprile a Civitavecchia (circa 10 000 uomini).
Sconfitti duramente i francesi sotto le mura di Roma il 30 aprile, Garibaldi spronò il capo di stato maggiore Pietro Roselli e il triumvirato a lanciare un’offensiva che potesse ricacciare i napoletani lontano da Roma, per scongiurare un accerchiamento.
I dissapori tra Garibaldi e Mazzini, così come quelli tra il Rosselli e l’eroe dei due mondi, ritardarono i preparativi per questa prima sortita, consentendo ai napoletani di raggiungere Tivoli, dalla quale comunque si ritirarono presto.
Solo il 6 maggio Garibaldi uscì da Roma, incrociando l'avanguardia delle truppe napoletane di Lanza a Palestrina il 9 maggio. Ne scaturì una battaglia di incontro, nella quale i garibaldini risultarono vincitori, infliggendo al nemico un centinaio di perdite tra morti e feriti, catturando (secondo alcune fonti) due cannoni (uno solo dei quali potrà essere riutilizzato dai repubblicani).
Il contingente di Lanza, ripiegò da Palestrina a Valmontone, ricongiungendosi poi l’11 maggio con il grosso della truppa borbonica presso Velletri (che con i suoi diecimila abitanti costituiva la città più grande tra Roma e Frosinone), dove Ferdinando II aveva stabilito il proprio quartier generale.
Garibaldi, a capo di poco più di 2 000 tra bersaglieri volontari e camicie rosse, era stato costretto a ripiegare a causa delle difficoltà di vettovagliamento e dell’inferiorità numerica che sapeva di soffrire nei confronti dei borbonici.
Tuttavia la notizia della nuova vittoria a Palestrina accrebbe ulteriormente la fama di Garibaldi, e convinse il governo repubblicano ad organizzare una spedizione in forze contro i napoletani.
Questi ultimi, nel frattempo, si erano spinti fino a Frascati e Marino, a meno di un giorno di marcia dalle mura della città. Tuttavia, già il 16 maggio le forze napoletane furono fatte sgomberare, e Ferdinando II iniziò le lente manovre per una ritirata calcolata.
Con la sconfitta dei francesi e la battuta d’arresto di Palestrina, il Borbone non aveva intenzione di affrontare da solo il peso dell’intero esercito romano. Garibaldi e Roselli si organizzarono affinché avvenisse appunto questo.

### L'avanzata romana
Pietro Roselli organizzò un corpo di poco meno di 11 000 uomini e dodici cannoni per muoversi contro Ferdinando II. Le truppe romane erano così ripartite:
Avanguardia
colonnello Marochetti:
- Legione Italiana (1 100 uomini)
- 3º reggimento di linea (1 000 uomini)
- Lancieri a cavallo (volontari, 40 uomini)
- Sezione di artiglieria (70 uomini e due cannoni)
- Compagnia di picconieri (100 uomini)
- Sezione sanitaria

Corpo centrale
generale di divisione Garibaldi:
- 2ª brigata (colonnello Masi), ovvero:
  - 2 battaglioni di bersaglieri lombardi (850 uomini)
  - 1º reggimento di linea (1 220 uomini)
  - 5º reggimento di linea (1 440 uomini)
  - Sezione sanitaria
- 3ª brigata (colonnello Bartolomeo Galletti), ovvero:
  - 2 battaglioni della legione romana (1 340 uomini)
  - 2º reggimento di linea (1 300 uomini)
  - Sezione sanitaria
  - Dragoni (180 uomini)
  - Batteria di artiglieria (226 uomini e sei cannoni)
  - Compagnia di picconieri (96 uomini)

Retroguardia
generale di brigata Giuseppe Galletti:
- 6º reggimento di linea (950 uomini)
- Battaglione carabinieri a piedi (400 uomini)
- Carabinieri a cavallo (200 uomini)
- 2 sezioni di artiglieria  (156 uomini con quattro cannoni)
- 2 compagnie picconieri (206 uomini)
- Sezione sanitaria

Il 16 maggio, queste forze uscirono da Porta San Giovanni dirette verso Frascati e poi a Zagarolo, dove i romani credevano fossero assembrate le truppe nemiche. I napoletani avevano però già ripiegato e la cittadina fu occupata senza combattere.
Ferdinando II aveva radunato il grosso delle proprie forze a Velletri, lasciando solo poche pattuglie nella campagna circostante e a guardia delle linee di rifornimento. Il re poteva contare in quel momento su circa 13 300 fanti e 2 000 cavalieri, e aveva già stabilito di ripiegare verso Gaeta.
Proprio l’entità della cavalleria napoletana, che oltre ad essere numerosa era ben addestrata ed equipaggiata, impensierì Roselli. Il generale romano sapeva che le proprie fanterie, animose e determinate ma poco addestrate e disciplinate, avrebbero ceduto di fronte ad un attacco della cavalleria nemica.
Tuttavia, il 16 Roselli e Garibaldi seppero dalla popolazione di Frascati che i napoletani si erano ritirati nella zona di Velletri. Schierati sulle propaggini dei Monti Lepini, i napoletani non avrebbero potuto manovrare facilmente la propria potente cavalleria. Roselli e Garibaldi decisero di sfruttare questo vantaggio colpendo i napoletani finché si trovavano a Velletri.
Ripartiti da Zagarolo il 18 maggio, i romani costeggiarono il Lago di Albano e si spostarono poi verso Lariano, accampandosi a Valmontone. La lentezza della manovra rifletteva le difficoltà di vettovagliamento e la penuria di cavalleria (improvvidamente concentrata in retroguardia dal Roselli) che rendeva poco efficace l’azione esplorante.
Garibaldi, impaziente, galoppò tra le varie colonne romane esortandole a muoversi più in fretta, attirandosi le lodi della truppa e l’ostilità degli ufficiali. La sera del 18, mentre Roselli con il grosso della truppa si accampava a Valmontone, Garibaldi fece procedere i propri uomini fino ad Artena, quattro chilometri più avanti, e a un paio d'ore di marcia da Velletri.
Il 19 maggio, trasgredendo gli ordini di Roselli, Garibaldi si pose alla testa dell’avanguardia repubblicana, di fatto esautorando il colonnello Marochetti. Garibaldi poteva infatti contare sulla cieca dedizione della Legione Italiana e su un ottimo rapporto personale con Luciano Manara, a capo dei bersaglieri lombardi.
L’eroe dei due mondi, spazientito dalle titubanze di Roselli, prese l’iniziativa e si diresse verso Velletri con i duemila uomini dell’avanguardia, sperando di trascinare con il suo esempio il resto dell’esercito romano.
Lo seguirono anche i patrioti Nino Bixio, Ugo Bassi e Nicola Fabrizi.

## La battaglia

### Garibaldi al comando
Intorno all’ora di pranzo, Garibaldi venne avvertito dalle sue vedette della presenza delle truppe napoletane nella zona del Monte Artemisio. Insieme al suo aiutante di campo Andrea Aguyar, cavalcò fino alla Contrada Colonnella, una vigna collinare da cui poteva avere una visione chiara della campagna veliterna. Smontato da cavallo, Garibaldi si portò al casale di Villa Spallotti. Sdraiato sul tetto della casa, scrutò per qualche tempo le forze napoletane che, avuto sentore dell’arrivo dei romani, si andavano rapidamente schierando tra le vigne.
Ferdinando II nel frattempo, come aveva già deciso, aveva fatto defluire i primi reparti dalla Porta Napoletana di Velletri diretti verso Gaeta. Il movimento era però effettuato con calma, e intorno all’una del pomeriggio il grosso delle forze napoletane si trovava ancora nei pressi di Velletri.
Intorno alle due del pomeriggio, avvistate le vedette romane, il colonnello Ricucci del 2º battaglione cacciatori napoletani guidò l’attacco che diede inizio alla battaglia.
I cacciatori napoletani si mossero in ordine aperto tra le vigne, inseguendo le avanguardie della Legione Italiana, caricando verso la Contrada Colonnella, dove si trovava lo stesso Garibaldi. Questi fece subito schierare i propri uomini tra le vigne, formando un semicerchio con la parte concava rivolta verso il nemico.
Arrivati a tiro, i napoletani furono investiti da un fuoco micidiale che provocò lo sbandamento del battaglione. I napoletani, dopo aver opposto una breve resistenza, ripiegarono verso Velletri, incalzati dai romani.
I lancieri volontari dell’avanguardia romana si mossero allora all’inseguimento del nemico. Tuttavia, percorse poche centinaia di metri, i cavalleggeri romani furono a loro volta caricati da due squadroni di dragoni napoletani. Lo scontro tra le cavallerie, nella zona del Ponte di Fontanova, provocò la rotta della cavalleria repubblicana.
Garibaldi, accorso a cercare di fermare la ritirata dei propri cavalieri, fu a sua volta travolto. Un dragone napoletano fu sul punto di colpirlo con una sciabolata, ma l’eroe dei due mondi fu salvato da Achille Cantoni (Secondo altre testimonianze, il soccorritore di Garibaldi sarebbe invece stato Andrea Aguyar), che colpì il borbonico con un fendente di sciabola.
Circondati dai cavalieri nemici, Garibaldi e Aguyar furono salvati dall’intervento del battaglione della speranza, un reparto della Legione Italiana formato da adolescenti tra i 13 e i 18 anni. Questi aprirono un fuoco nutrito che costrinse alla ritirata i napoletani.
Garibaldi, contuso, impiegò almeno un’ora per riorganizzare le proprie forze. Nonostante il combattimento fosse stato incerto, i romani avevano dato prova di compattezza, mentre i napoletani non erano riusciti a sfruttare l’enorme vantaggio della propria cavalleria.
Ferdinando II ordinò la ritirata dei propri reparti migliori, tra cui la cavalleria, che formavano la retroguardia lasciando solo reparti di fanteria leggera e una piccola parte della propria artiglieria a coprire la ritirata. In particolare, i borbonici, avevano fortificato il convento dei cappuccini e la cresta su cui si trovava l'edificio, a nord-est di Velletri. Si trattava di una posizione forte, che dominava la stretta valle nella quale erano disposte le forze romane.
Quando le truppe di Garibaldi, rinforzate dai bersaglieri di Manara, si avvicinarono alle posizioni napoletane, furono accolte da un nutrito cannoneggiamento, al quale i romani potevano rispondere con due soli cannoni. I repubblicani trovarono scampo nei vigneti e negli uliveti, al cui riparo aspettarono l’arrivo dei rinforzi.

### L'arrivo di Roselli
Roselli, nel frattempo, si era mosso con estrema titubanza verso Velletri. Le sue forze si affacciarono gradualmente sul campo di battaglia a partire dalle cinque del pomeriggio (con l'eccezione di Manara, che si era mosso subito al seguito dei garibaldini), ma il generale, con i suoi ufficiali di Stato Maggiore Pisacane e Galletti, si sarebbe fatto vivo di persona solo intorno alle sei.
Approfittando dell’arrivo dei bersaglieri di Manara e della Legione Romana Garibaldi sferrò un secondo attacco verso il convento dei cappuccini, coperto dal tiro di otto cannoni (quelli dell’avanguardia e i sei del corpo principale dell’esercito).
Anche questo secondo assalto fu però respinto dal nutrito fuoco dei napoletani, e i romani rimasero tra gli alberi e le viti, scambiando un fuoco di moschetteria con i soldati regi. Qui fu colpito e ferito il capitano della Legione Romana Antonio Bonelli. L'ufficiale nelle sue memorie riferisce di un cannone repubblicano che, effettuando un tiro di controbatteria contro i cannoni schierati sul colle dei cappuccini, avrebbe messo fuori uso due pezzi d'artiglieria borbonici (cosa poco credibile che non trova conferma da altre fonti).
Come molti feriti, Bonelli fu trasferito all'ospedale di Valmontone.
Ben presto, però, i romani tornarono all'attacco. Caricando tra i vigneti e i frutteti, i romani raggiunsero la collina, che nel frattempo era stata parzialmente sgombrata, e con un violento assalto all’arma bianca ne sloggiarono i borbonici rimasti, catturando 67 prigionieri e 8 feriti impossibilitati a muoversi.
Arrivato in quel momento con il grosso delle forze, Roselli ebbe un tempestoso colloquio con Garibaldi. Il nizzardo avrebbe voluto aggirare l’abitato e attaccare le forze napoletane che si trovavano sulla strada a sud di Velletri, ed avanzare in direzione di Gaeta. Roselli, dal canto suo, ricordò a Garibaldi di aver agito contravvenendo agli ordini quel giorno, ponendosi arbitrariamente al comando dell'avanguardia dell’esercito. Ora però il comando tornava a lui, e Garibaldi avrebbe dovuto obbedirgli.
Roselli, poco dopo le sei, diede disposizioni per un attacco generale alle mura della città. L’offensiva fu sferrata intorno alle sei e mezza. I romani arrivarono sotto le mura, ma furono respinti da un nutrito fuoco di moschetteria. Arretrati dietro i primi vigneti, i repubblicani ingaggiarono uno scontro a fuoco che si estinse gradualmente prima di sera, quando gli ultimi reparti borbonici abbandonarono la città.

## Dopo la battaglia
Il 20 maggio, all’alba, Garibaldi entrò a Velletri a cavallo e trovò una città deserta, con una popolazione vessata dalle requisizioni dei borbonici e diffidente verso i repubblicani. Il nizzardo inseguì poi a distanza Ferdinando II con un piccolo contingente, spingendosi fino a Frosinone, ma si rese ben presto conto che l’occasione di affrontare e sconfiggere il grosso dell’esercito napoletano era definitivamente sfumata.
Roselli, dal canto suo, sentiva di aver ottenuto quello che voleva. Aveva affrontato i napoletani, costringendoli alla ritirata, ma senza logorare eccessivamente le proprie forze, che sarebbero servite a difendere Roma nelle settimane successive.
In fin dei conti, anche Ferdinando II che era intervenuto di malavoglia dovendo risolvere la questione siciliana, aveva ottenuto quello che voleva, ovvero un pretesto per abbandonare lo Stato Pontificio e lasciare la questione romana nelle mani degli austro-francesi. Ferdinando II, pur sconfitto, non aveva subito perdite ingenti ed il suo esercito ripiegò ordinatamente fino a Terracina e da qui a Gaeta.
Le bande garibaldine punzecchiarono i napoletani in ritirata, catturando nei giorni successivi soldati e animali rimasti isolati. L'arrivo dei francesi, però, costrinse Garibaldi a fare dietrofront, dopo aver effettuato una brevissima puntata in territorio borbonico. Dieci giorni dopo la battaglia l'eroe dei due mondi era di nuovo a Roma, pronto a difendere la repubblica dalle truppe francesi.

## Controversia sul conteggio delle perdite e considerazioni
Pur non essendo paragonabile ad una battaglia napoleonica, né per numero di truppe coinvolte, né per la percentuale di caduti rispetto agli uomini impegnati, la battaglia di Velletri, nello standard delle guerre risorgimentali, può essere considerata piuttosto impegnativa e sanguinosa. Gli scontri si protrassero, pur con varie pause, per quasi sei ore, e le perdite dei due schieramenti furono superiori a quelle di un famoso episodio militare coevo come la battaglia di Pastrengo.
Proprio in merito all’elenco dei caduti, il generale Pietro Roselli fu il primo a fornire una stima dettagliata che però è da considerare quasi certamente falsa. Per ridimensionare lo scontro, che era stato in gran parte condotto da Garibaldi, Roselli stimò in 23 morti le perdite romane, e altrettanti caduti napoletani. Eppure, secondo Garibaldi, che aveva motivazioni opposte, lo stesso Roselli aveva calcolato in almeno trenta i borbonici morti tra i vigneti nelle prime fasi della battaglia.
Gli studi recenti stimano almeno una quarantina di caduti da parte romana e più di sessanta morti da parte napoletana.
I repubblicani catturarono a Velletri settantacinque prigionieri (numero su cui concordano sia Roselli sia Garibaldi), tra cui sette feriti incapaci di muoversi. La battaglia di Velletri non fu uno scontro risolutivo, e non servì a cambiare le sorti della Repubblica Romana. Tuttavia, l’episodio contribuì ad aumentare la fama di Garibaldi e l’alone di invincibilità che, dopo le battaglie di Porta Cavalleggeri e di Palestrina, ammantava il generale.